# Bifaç del Manzanares
El bifaç del Manzanares o de San Isidro és un bifaç dels exposats al Museu Arqueològic Nacional d'Espanya. Esta peça d'indústria lítica és un dels exemples més característics del Paleolític inferior. Va ser trobat al jaciment de San Isidro, al BIC de la Terrassa del Manzanares, a Madrid. Per a l'elaboració d'este exemplar de sílex de gran mida, probablement es va alternar l'ús del percutor dur amb el moll, que li va proporcionar una forma ovalada i aristes molt irregulars.
El jaciment de San Isidro va ser trobat per Casiano de Prado en 1862, encara que ja es tenien notícies d'este lloc en 1847 gràcies al professor Graells. La troballa de restes d'Elephas a esta zona d'arena i la seua relació amb peces d'indústria lítica fa pensar als investigadors que podria haver sigut una zona per a esquarterar estos animals. Mai no es va poder fer una excavació o una investigació exhaustiva que haguera permés provar estes afirmacions.
El jaciment està dins del Bé d'interés cultural de la Terrassa del Manzanares, zona tradicional d'explotació d'àrids per al seu ús en la construcció, i a més a més, una zona afectada per grans obres públiques com ara autovies i ferrocarrils.
Els bifaços es defineixen en la seua majoria com peces lítiques. A la zona de Madrid, per l'existència de sílex, esta és la matèria predominant, encara que en altres llocs es poden trobar peces fabricades amb quarsita o fins i tot ossos. Bifaç, com el seu nom indica, és el resultat de la talla per percussió directa de les seues dos cares amb l'objectiu d'obtenir un fil tallant en els dos costats. Funcionalment és un objecte polivalent.